# Rikissa von Polen
Rikissa von Polen, auch Richeza oder Ryksa Bolesławówna (* 12. April 1116; † nach dem 25. Dezember 1156) war eine polnische Prinzessin aus dem polnischen Geschlecht der Piasten. Sie war dreimal verheiratet, während ihrer ersten und dritten Ehe Königin von Schweden, Mutter des dänischen Königs Knut V. und Schwiegermutter von dessen Nachfolger Waldemar I.

## Erste Ehe mit Prinz Magnus von Dänemark
Rikissa war die älteste Tochter von Bolesław III. Schiefmund und dessen zweiter Ehefrau Salome von Berg. Ihr Vater suchte eine Allianz mit dem dänischen König Niels und verheiratete sie bereits 1127/28 mit dem zum König von Schweden gewählten dänischen Prinzen Magnus. Um 1130 gebar sie den Sohn Knut. Magnus konnte sich jedoch nicht gegen Sverker I. behaupten und musste Schweden 1130 verlassen. 1131 ermordete er Knud Lavard, einen Konkurrenten um den dänischen Thron. Er fiel 1134 in der Schlacht bei Fodevig gegen Knud Lavards Halbbruder Erik Emune, der nach der Ermordung König Niels in Schleswig König von Dänemark wurde.

## Zweite Ehe mit Volodar Glebovič
Rikissa kehrte als Witwe nach Polen zurück, wo ihr Vater sie 1135/36 mit Wolodar Glebowitsch (Volodar Glebovič) (um 1090–nach 1167), dem Fürsten von Minsk und Grodno aus dem Geschlecht der Rurikiden, verheiratete, der aufgrund von Thronstreitigkeiten in seiner Heimat im Exil in Polen weilte. Diese Ehe diente der Festigung einer Allianz zwischen Polen und dem Fürstentum Minsk gegen Dänemark und die Kiewer Rus. Ihr entsprossen die Söhne Wladimir (der seinem Vater als Fürst nachfolgte) und Wasilko sowie die Tochter Sophia von Minsk. 1145 wurde diese Ehe geschieden und Rikissa kehrte mit ihrer Tochter nach Polen zurück, wo inzwischen ihr Bruder Władysław II. herrschte. Diese Scheidung hing möglicherweise damit zusammen, dass die Allianz mit der Kiewer Rus, deren Macht bereits mit dem Tod von Wladimir Monomach 1125 am Schwinden war, nicht länger notwendig erschien.

## Dritte Ehe mit Sverker I. von Schweden
1148 starb Ulvhild Håkonsdatter, die Ehefrau von Sverker I., der Rikissas ersten Mann aus Schweden vertrieben hatte. Wenig später heiratete Sverker Rikissa, möglicherweise um damit seine Ansprüche auf den schwedischen Thron zu legitimieren. Für Rikissa ermöglichte diese Ehe, dass sie als schwedische Königin ihren Sohn aus erster Ehe, der 1146 als Knut V. König von Dänemark geworden war, unterstützen konnte. Denn Knut war nach der Abdankung von Erik III. nicht der einzige Anwärter auf die Nachfolge, sondern regierte zunächst zusammen mit seinem Vetter Sven III. Doch nach dem gemeinsamen Wendenkreuzzug waren 1148 Streitigkeiten ausgebrochen. Knut floh 1150 nach Schweden und heiratete seine Stiefschwester Helena Sverkersdotter.
1154 wurde Rikissas Tochter Sophia mit Waldemar, dem Sohn von Knud Lavard, verlobt. Dieser hatte sich mit Sven III. überworfen und unterstützte nun Knut. Gemeinsam wurden Knut und Waldemar zu Königen gewählt, während Sven ins Exil geschickt wurde. 1157 wurde Knut von seinem aus dem Exil zurückgekehrten Konkurrenten Sven ermordet, der jedoch im selben Jahr von Waldemar vernichtend geschlagen wurde. Waldemar I., der nun Alleinherrscher war, heiratete seine Braut. Unter Rikissas Enkeln aus dieser Ehe waren zwei dänische Könige, eine schwedische und eine französische Königin.
In Sverkers letzten Jahren war seine Stellung als König geschwächt, zu Weihnachten 1156 wurde er ermordet. Rikissa überlebte seinen Tod, wird aber in den Quellen nicht mehr erwähnt. Aus der Ehe mit Sverker hatte sie einen Sohn Burislev Sverkersson. Möglicherweise war sie auch die Mutter von Sune Sik, dem Vater von Ingrid Ylva.